# Bergslagernas Nyheter
Bergslagernas Nyheter med undertiteln Tidning för Nora, Karlskoga, Grythyttehed, Järnboås, Hjulsjö, Hellefors och Bjurkärn var en  dagstidning som gavs ut från 18 oktober 1898 till 29 december 1899.

## Redaktion och tryckning
Redaktionen satt i Örebro hela tiden. Utgivningsbevis för tidningen utfärdades för redaktören Johan Erik Kvist den 11 oktober 1898   med Edvard Leonard Paulinus Sandbärg såsom redaktionssekreterare. Under hösten 1898 och hela 1899 var Aron Lundén lokalredaktör i Nora  och i Karlskoga var Johan Lindholm detsamma. Tidningen startade med två provnummer 19 oktober och 4 november 1898. Tidningen var tvådagars dagstidning med utgivning tisdag och fredag. Tidningen hade 4 sidor i folioformat med 7 spalter på satsytan 60 x 44 cm. Periodisk bilaga kom ut oregelbundet med varierande allmänt innehåll. Tidningen trycktes hos Nya Tryckeri-aktiebolaget i Örebro med antikva som typsnitt. Priset var 30 öre för december 21898 och sedan 3 kronor för 1899.